# Crosne
Crosne is een gemeente in het Franse departement Essonne (regio Île-de-France) en telt 8154 inwoners (1999). De plaats maakt deel uit van het arrondissement Évry.

## Geografie
De oppervlakte van Crosne bedraagt 2,5 km², de bevolkingsdichtheid is 3261,6 inwoners per km².
De onderstaande kaart toont de ligging van Crosne met de belangrijkste infrastructuur en aangrenzende gemeenten.

## Demografie
Onderstaande figuur toont het verloop van het inwonertal (bron: INSEE-tellingen).

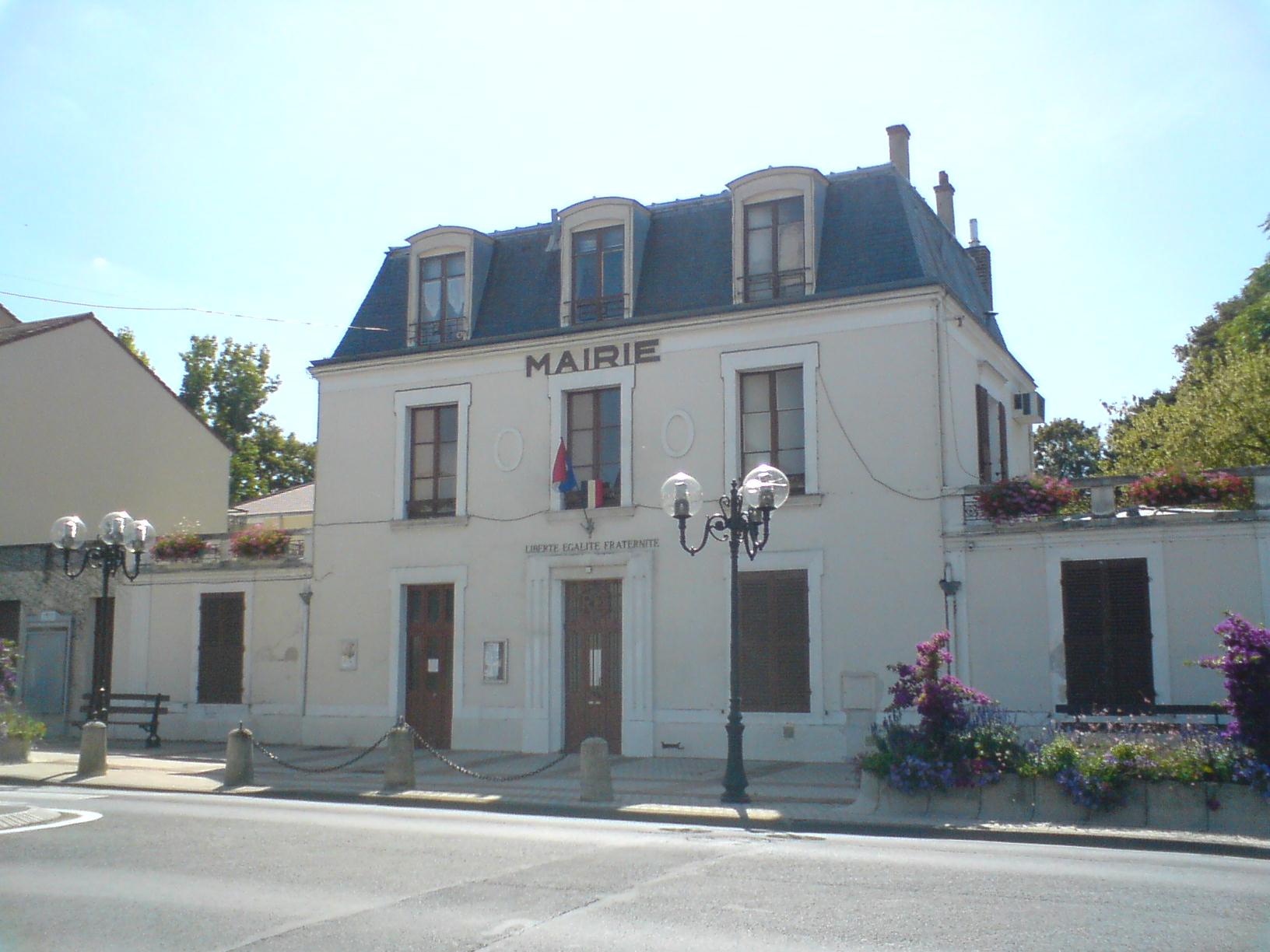
gemeentehuis van Crosne